# Rod White
Rod White, född 3 januari 1977, är en amerikansk idrottare som tog brons i bågskytte vid olympiska sommarspelen 2000, och guld fyra år tidigare.